# Crayon Shin-chan - Bakauma! B-kyū Gourmet Survival!!
Crayon Shin-chan - Bakauma! B-kyū Gourmet Survival!! (クレヨンしんちゃん バカうまっ!B級グルメサバイバル!!?, Kureyon Shin-chan - Bakauma! Bī-kyū Gurume Sabaibaru!!), "Crayon Shin-chan - Gustoso! La sopravvivenza da buongustai della classe B!!", è un film del 2013 diretto da Masakazu Hashimoto.
Si tratta del ventunesimo film d'animazione basato sul manga e anime Shin Chan. Simile a Crayon Shin-chan - Arashi o yobu - Eikō no Yakuniku Road (2003), ha debuttato nei cinema giapponesi il 20 aprile 2013. Come per gli altri film di Shin Chan, non esiste un'edizione italiana del lungometraggio.
La parola giapponese bakauma (バカうまっ?) contenuta nel titolo del lungometraggio è un termine slang per dire "gustoso", ma significa normalmente "stupido cavallo".

## Trama
(Slogan del film)
L'esercito di Kasukabe si prepara per andare al banchetto di carnevale della classe B. Una persona misteriosa consegna a Shin-chan una leggendaria salsa, l'unica che può salvare il gourmet: sarà compito del protagonista e dei suoi amici portarla sana e salva al carnevale, senza farla cadere in mani sbagliate.

## Personaggi e doppiatori
| Personaggio       | Doppiatore     |
| ----------------- | -------------- |
| Shinnosuke Nohara | Akiko Yajima   |
| Hiroshi Nohara    | Keiji Fujiwara |
| Misae Nohara      | Miki Narahashi |
| Himawari Nohara   | Satomi Kōrogi  |
| Masao Sato        | Mie Suzuki     |
| Nene Sakurada     | Tamao Hayashi  |
| Tōru Kazama       | Mari Mashiba   |
| Boo               | Chie Satō      |